# خودروی جی‌تی

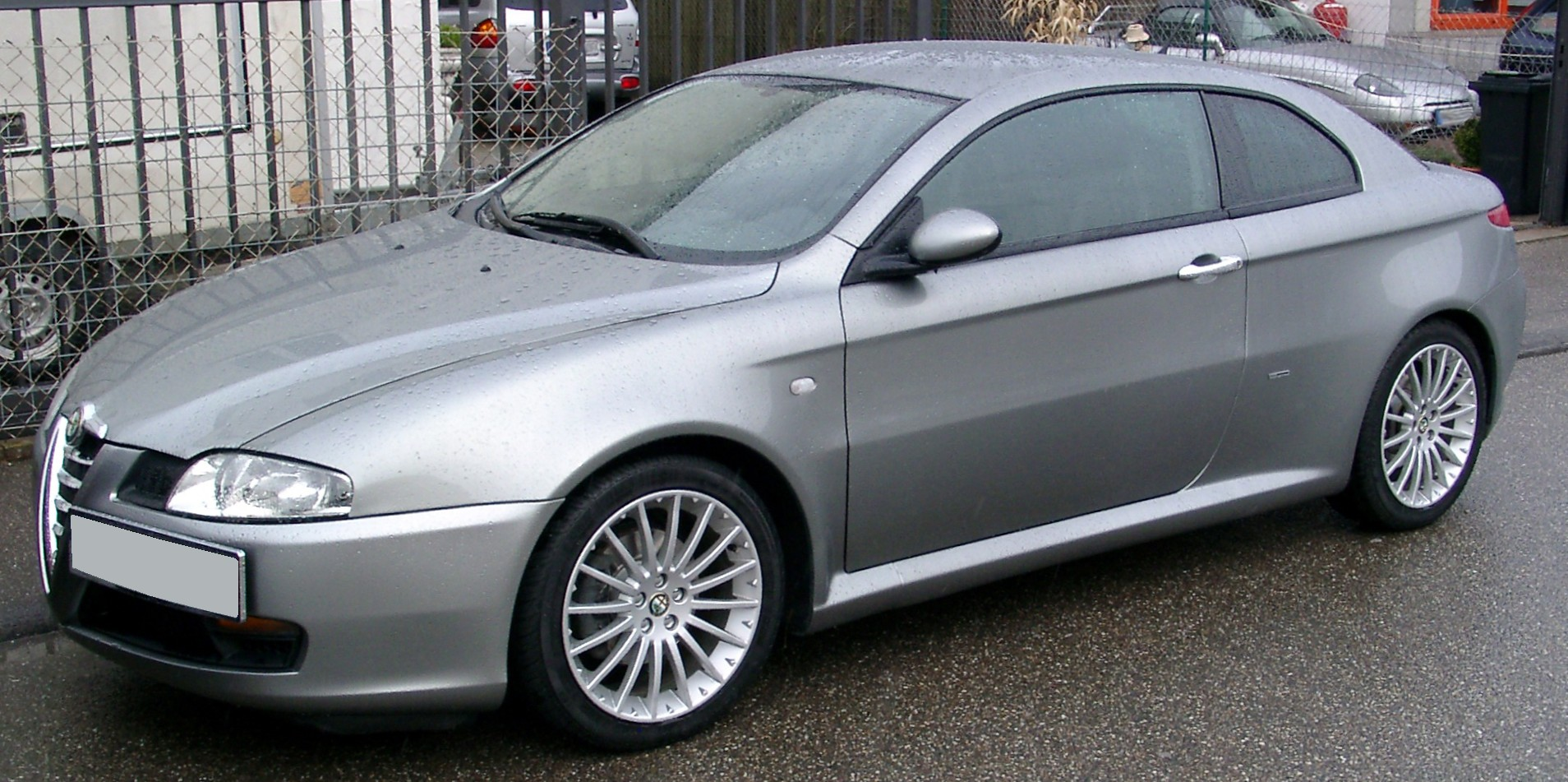
آلفا رومئو جی‌تی تولید سال ۲۰۰۴

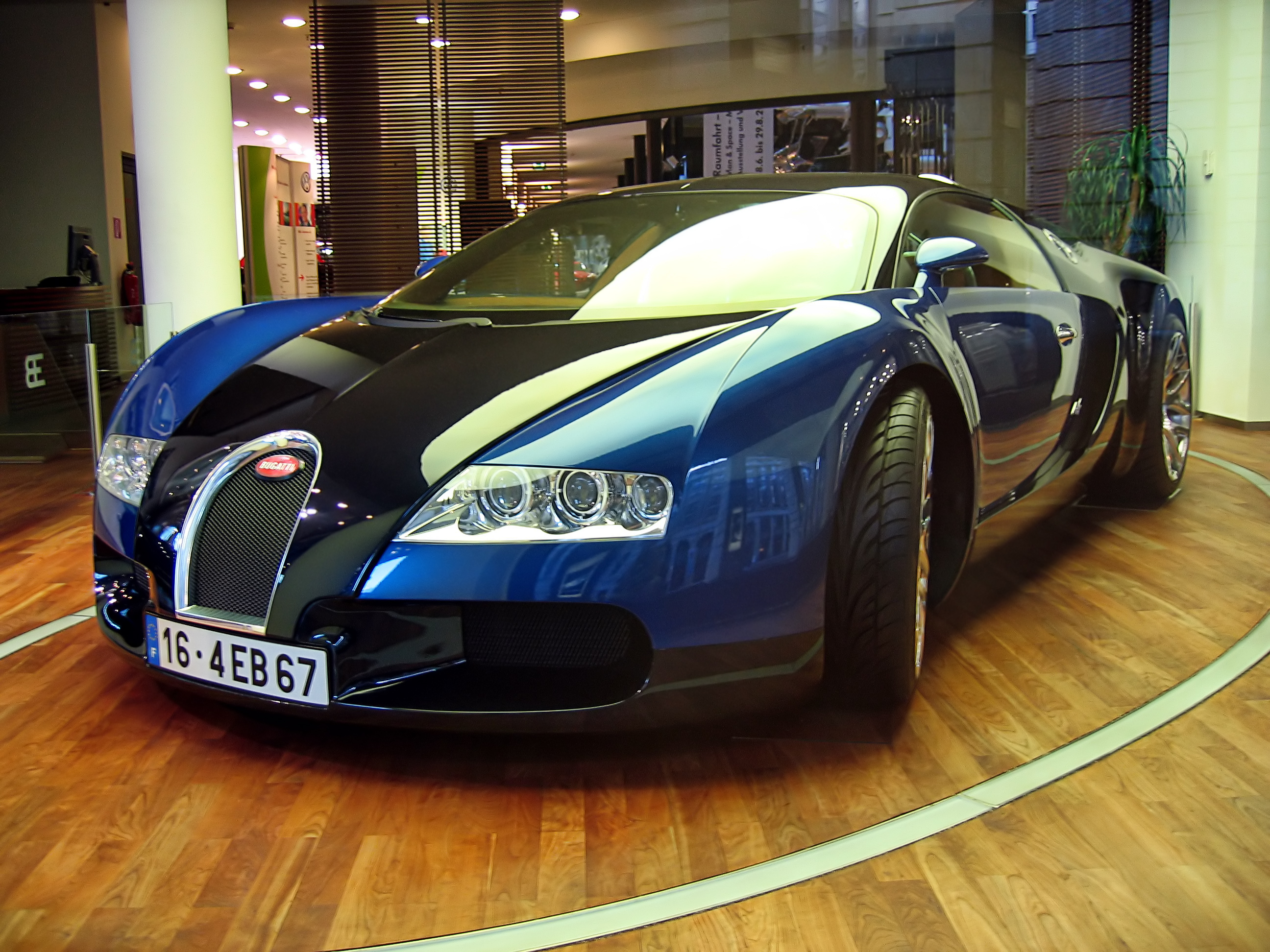
بوگاتی ویرون

گرن توریسمو (به ایتالیایی: GT مخفف Gran Turismo) اصطلاحی است که به خودروهای با بازده بالا و طراحی شده برای طی کردن مسافت‌های طولانی گفته می‌شود. هر خودرویی با این مشخصات جی‌تی خوانده می‌شوند ولی شکل سنتی و رایج آنها خودروهای دو در کوپه دو صندلی است که ۴ صندلی هم می‌تواند باشد. این خودروها با خودروهای ورزشی فرق دارند ولی در دسته‌بندی مسابقات رالی جی‌تی به عنوان خودرو ورزشی جی‌تی شناخته می‌شوند. این کلمه از روی اصطلاح Grand Tour به معنی سفر دور اروپا ساخته شده است.

## ویژگی‌ها
تفاوت خودروهای جی‌تی با خودروهای اسپرت دونفره در این است که این خودروها معمولاً بزرگ‌تر و سنگین‌تر طراحی شده‌اند و همچنین راحتی در طراحی آن‌ها بر کارکرد ترجیح داده شده است. خودروهای جی‌تی از گذشته به صورت موتور جلو و محور عقب ساخته می‌شوند که نسبت به طراحی موتور وسط، فضای بیشتری را در اختیار قرار می‌دهد.